# Lugna Kocken
Lugna kocken är ett brittiskt matlagningsprogram som visats i tio delar på SVT. Programledare är den brittiske stjärnkocken John Burton Race. Lugna kocken är producerat av Patricia Llewelyn, som även producerat Den nakna kocken, Elake kocken och Två tjocka tanter.